# Axura
Axura (língua árabe: سورة الشورى) A Consulta, é a quadragésima segunda sura do Alcorão com 53 ayats.